# Anhiers
Anhiers és un municipi francès, situat a la regió dels Alts de França, al departament del Nord. L'any 2006 tenia 993 habitants. Limita al nord-est amb Flines-lez-Raches, al sud amb Lallaing, a l'oest amb Douai i al nord-oest amb Râches.

## Demografia
| 1962                                       | 1968 | 1975 | 1982 | 1990 | 1999 | 2006 |
| ------------------------------------------ | ---- | ---- | ---- | ---- | ---- | ---- |
| 888                                        | 777  | 754  | 687  | 954  | 985  | 993  |
| Des de 1962: població sense dobles comptes |      |      |      |      |      |      |

## Administració
| Període | Identitat        | Partit |
| ------- | ---------------- | ------ |
| 1995-   | Achille Delporte | PCF    |